# Remo Bianco
Remo Bianco, pseudonimo di Remo Bianchi (Milano, 3 giugno 1922 – Milano, 23 febbraio 1988), è stato un pittore e scultore italiano.

## Biografia
Remo Bianco nacque a Milano il 3 giugno 1922. Il padre, Guido, era elettricista del Teatro alla Scala, anarchico irriducibile e uomo severo. La madre, Giovanna Ripamonti, aveva studiato astrologia. Remo era il secondo di due gemelli, il fratello Romolo morirà di broncopolmonite nel 1923. Prima di loro nacque la sorella Lyda, che sarebbe diventata étoile della danza classica, con cui Bianco ebbe sempre un forte legame e grande complicità.

Nel 1937 si iscrisse ai corsi serali dell'Accademia di Brera dove due anni dopo conobbe de Pisis e cominciò a frequentare con assiduità lo studio del Maestro dove ebbe l'opportunità di conoscere artisti come Carrà, Sironi, Savinio, Soffici, Soldati, Marini, Cantatore.

Nel 1941 fu arruolato come puntatore mitragliere su un cacciatorpediniere che due anni dopo fu poi silurato e affondato. Bianco, recuperato dagli inglesi, venne internato a Tunisi dove ebbe il primo contatto con l'oriente.

### Gli esordi: la Stagione Figurativa
Nel 1944 ritornò a Milano dove riprese i contatti con Filippo de Pisis e gli studi all'Accademia di Brera.

In questo periodo la sua opera pittorica è fortemente affine all'intenso espressionismo esistenziale del francese Rouault, ne è prova l'autoritratto che dipinse nel 1945. Nei suoi dipinti larghe linee scure cominciano a racchiudere spessi strati di colore plumbeo e sulfureo.

A partire dagli anni cinquanta i volti di Bianco si fanno sempre più maculati e le pennellate più indisciplinate e i colori si assottigliano.

### Dalla figurazione all'astrazione: la Stagione Nucleare e Spaziale
Del Movimento Nucleare (fondato a Milano nel 1951 da Dangelo e Baj) Bianco colse l'amore per la materia. Nelle sue opere le linee dei volti si fanno sempre più impercettibili e ben presto lasciano il posto ad amalgami di pittura, a croste di materia ormai quasi del tutto informi (Testa, 1952). Il passo successivo è più radicale, è un composto di colori e cristalli di vetro, vernici e colle, paste iridescenti e ciottoli (Nucleare, 1952).
Dello Spazialismo colse invece la dimensione più estrosa, sperimentale, ironica e dadaista, interessandosi alla traccia materica e alla scrittura cromatica. La pittura si libera quasi del tutto della figurazione per diventare una stratificazione di fili e pennellate.
Il critico Pierre Restany ha scritto: " Non dimentichiamo che Remo Bianco si è formato nel dopoguerra alla scuola dello spazialismo milanese di Lucio Fontana e Carlo Cardazzo e che egli ne ha tratto una doppia lezione di energia e di eclettismo - in una sola parola di libertà". Nel 1952 tenne, infatti, la sua prima mostra personale presso la Galleria del Cavallino diretta da Carlo Cardazzo, cui seguirono numerose altre, anche alla Galleria del Naviglio di Milano, lungo il corso della sua carriera.

### Le opere Tridimensionali:3D
All'inizio degli anni cinquanta Bianco cominciò a trasferire le composizioni geometriche su strati di vetro e plastica, sfruttando le loro trasparenze lattiginose o traslucide per creare effetti diafani, sfocature e trasparenze.

A questi 3D si affiancano quelli realizzati su legno, plexiglas e metallo sempre stratificati, ma intagliati in varie forme.

Fu nel 1955 che, grazie a una borsa di studio, si recò negli Stati Uniti dove ebbe la possibilità di conoscere Jackson Pollock.

### DaiCollageaiTableaux dorésalleAppropriazioni
Negli Stati Uniti Bianco conosce l'espressionismo astratto e incontra Jackson Pollock, da cui apprende la tecnica del dripping, che utilizza nei Collages realizzati dal 1955. In queste opere scompone opere elaborate con la tecnica del dripping in ritagli perlopiù quadrangolari poi ricomposti, secondo una disposizione a scacchiera, a formare una nuova opera. Ed è dallo sviluppo dei Collages che Bianco giunse a creare le opere più conosciute di tutta la sua produzione: i Tableaux dorés. Si tratta della serie più numerosa, ma anche più ricca di inventiva, sono tutti diversi tra loro sia per i colori utilizzati che per il numero e le dimensioni delle foglie d'oro applicate, ma anche quando sono solo quattro (o addirittura una unica) il quadro non perde di forza e di eloquenza, semmai acquista in mistero e profondità.
Bianco continuò a dipingere Tableaux dorés sino agli anni ottanta, ma nel frattempo anche questi diedero origine a una evoluzione delle sue sperimentazioni: le Appropriazioni degli anni settanta. In queste opere i quadratini d'oro vengono applicati agli oggetti comuni piccoli o grandi come un'automobile di cui l'artista si impossessa tramite il marchio dei Tableaux.

### L'Arte Improntale, leTestimonianze, leSculture Neve
Bianco sviluppò l'Arte Improntale già dal 1948 intingendo nel colore gli oggetti e stampandone l'impronta come un timbro. A metà degli anni cinquanta iniziò a creare calchi in gomma o in carta degli oggetti e scrisse il “Manifesto dell'Arte Improntale” (1956). Appartengono all'Arte Improntale anche i Sacchetti-Testimonianze: file di bustine di cellophane, allineate al ritmo dei Tableaux dorés, piene di piccoli oggetti consunti, frammenti di storia quotidiana.

A metà degli anni settanta sperimentò un nuovo materiale, la neve artificiale che spruzzava sugli oggetti più diversi o sulle persone. I piccoli oggetti venivano chiusi in teche, mentre le persone venivano fotografate in bianco e nero. Le Sculture Neve sono dirette discendenti delle Testimonianze.

### L'Arte Elementare
Fu uno tra gli ultimi cicli sperimentati da Bianco che negli anni settanta, pur proseguendo tutte le altre serie, ritornò all'abc della pittura sviluppando su fondi a volte quadrettati, file di trenini, fiori, frutti, giostre, soldatini e scritte corsive che rimandano a un mondo di rappresentazioni minimali e stereotipate.

## Scritti
- Manifesto dell'Arte Improntale, 1956
- Manifesto dell'Arte Chimica, 1964
- Manifesto della Sovrastruttura, 1965
- Milano 1972, in catalogo Teatro Angelicum, Milano 1972
- Poesia trascendentale, 1981, D'Ars, a. XXII, n. 97
- Autobiografia, 1982, inedito
- Milano luglio 1985, in catalogo Galleria del Naviglio, Milano 1985
- Milano gennaio 1986, in Belli Marchionne, 1987

## Mostre
Dal 1948 al febbraio 2010 sono state organizzate 61 personali, tra cui:
- Galleria del Naviglio, Milano (1950 – Febbraio 1954 – Febbraio 1961 – Dicembre 1961 – Aprile 1964 – Maggio 1965 –1967 – Febbraio 1968 – Maggio 1969 – Settembre 1972 – Gennaio 1980 – 1982 – Dicembre 1988 – Giugno 1992 – 2006)
- Galleria del Cavallino, Venezia (Ottobre 1952 – Luglio 1954 – Luglio 1959 – Agosto 1961 – Agosto 1962 – Marzo 1963 – Agosto 1964 – Luglio 1985)
- Galleria Montenapoleone 6A, Milano, sabato 27 giugno 1953
- Casinò Municipale, Venezia (Agosto 1961)
- Remo Bianco: Kemisk konst (Arte chimica), Moderna Museet Stockholm, Stoccolma, 25 gennaio - 16 febbraio 1969
- Galleria Raymonde Cazenave, Parigi, 7 marzo-3 aprile 1974
- Palazzo dei Diamanti, Ferrara 17 settembre-15 ottobre 1978
- Galerie Lara Vincy, Parigi, 10 maggio-10 giugno  1979
- Palazzo delle Albere, Trento, 28 aprile-15 maggio 1983
- Remo Bianco Retrospective / Donation, Maison de la Culture, Bourges, 29 ottobre-30 novembre 1988
- Arengario di Palazzo Reale, Milano 7 febbraio- 10 marzo 1991
- Palazzo Ducale, Mantova, 29 aprile-23 maggio 1994
- Complesso del Vittoriano Gipsoteca, Roma (Dicembre 2006)
- Remo Bianco. Le impronte della memoria, Milano, Museo del Novecento (5 Luglio -  6 Ottobre 2019)

Nello stesso periodo le opere sono state anche esposte in 80 mostre collettive organizzate in Italia e all'estero.

## Fondazione Remo Bianco
Il 15 luglio 2011 è stata costituita la Fondazione Remo Bianco, di tipo culturale, che ha l'obiettivo di promuovere la memoria e l'opera dell'artista.